# عن التربية الجمالية للإنسان في سلسلة رسائل

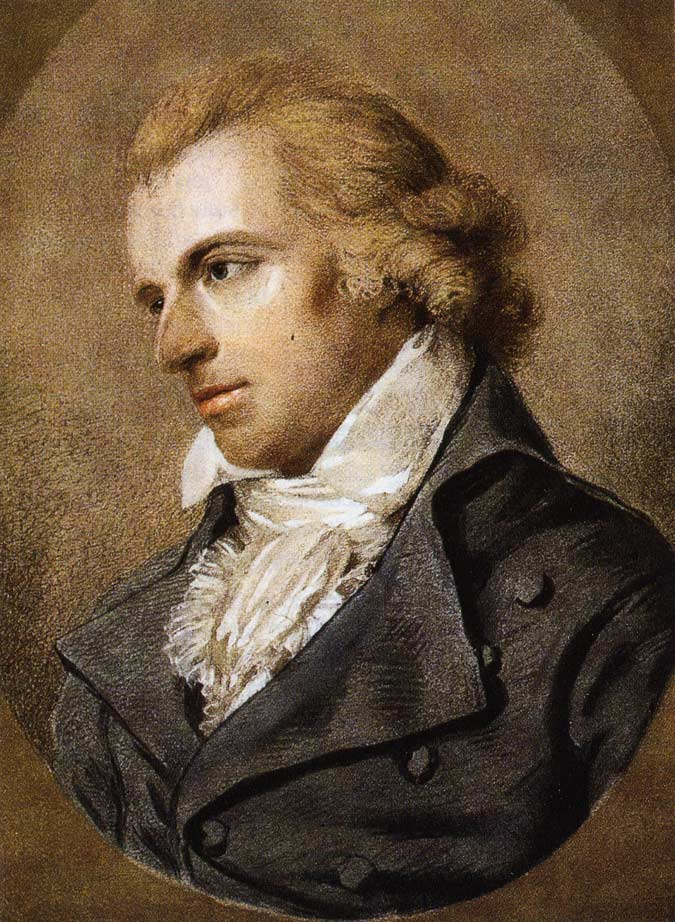
فريدرش شيلر

عن التربية الجمالية للإنسان في سلسلة رسائل (بالألمانية: Über die ästhetische Erziehung des Menschen in einer Reihe von Briefen) عمل فلسفي للأديب الألماني فريدرش شيلر (1759-1805) في شكل مجموعة من الرسائل. حاول شيلر في هذا الكتاب أن يتجاوز التناقضات التي وضعها الفيلسوف إيمانويل كانت بين الواجب والرغبة والتناقضات بين العقل والحواس. وتناول شيلر في هذا العمل أيضاً أحداث الثورة الفرنسية.